# Sobralia carazoi
Sobralia carazoi är en orkidéart som beskrevs av Lank. och Oakes Ames. Sobralia carazoi ingår i släktet Sobralia och familjen orkidéer. Inga underarter finns listade i Catalogue of Life.